# Maria Tsjerepanova
Maria Sergejevna Tsjerepanova (Russisch: Мария Сергеевна Черепанова) (Izjevsk, 28 augustus 1987) is een Russische basketbalspeelster, die speelt voor het nationale team van Rusland. Ze werd Meester in de sport van Rusland, Internationale Klasse.

## Carrière
Tsjerepanova begon haar carrière bij de universiteit van IzjGSKHA-Izjevsk in 2002. In 2004 stapte ze over naar Dinamo Moskou. In 2007 ging ze naar Sparta&K Oblast Moskou Vidnoje 2. In januari 2010 ging ze naar Dinamo Moskou. Om meer speeltijd te krijgen ging Tsjerepanova in 2010 naar Tsjevakata Vologda. In 2012 ging Tsjerepanova naar Dinamo Koersk. In 2013 ging ze naar Dinamo-GUVD Novosibirsk. In 2014 keerde Tsjerepanova terug naar Sparta&K Oblast Moskou Vidnoje. In 2015 ging ze naar UMMC Jekaterinenburg. Met deze club werd ze twee keer Landskampioen van Rusland in 2016 en 2017. Ook werd ze één keer Bekerwinnaar van Rusland in 2017. In 2016 stond Tsjerepanova in de finale van de EuroLeague Women. Ze speelde de finale in Istanboel tegen Nadezjda Orenburg uit Rusland. UMMC won die finale met 72-69. In 2017 verhuisde ze naar Nadezjda Orenburg. In 2020 ging ze spelen voor Nika Syktyvkar. In 2023 verhuisde ze naar Neftjanik Oblast Omsk.
Tsjerepanova speelde voor Rusland op de Europese Kampioenschappen in 2017. Tsjerepanova won zilver met Rusland 3x3 op het Wereldkampioenschap 3x3 in 2014 en goud op het Europees kampioenschap 3x3-Basketbal vrouwen 2014. Ook won ze goud op de Europese Spelen Basketbal 3x3 in 2015.

## Erelijst
- Landskampioen Rusland: 2
  - Winnaar: 2016, 2017
- Bekerwinnaar Rusland: 1
  - Winnaar: 2017
  - Runner-up: 2015
- EuroLeague Women: 1
  - Winnaar: 2016
- FIBA Europe SuperCup Women: 1
  - Winnaar: 2016
- Europees Basketball 3x3: 1
  - Goud: 2015